# Evolvulus lagopus
Evolvulus lagopus är en vindeväxtart som beskrevs av Carl Friedrich Philipp von Martius. Evolvulus lagopus ingår i släktet Evolvulus och familjen vindeväxter. Inga underarter finns listade i Catalogue of Life.